# Чапаевский (Самарская область)
Чапаевский — посёлок в Красноармейском районе Самарской области. Административный центр сельского поселения Чапаевский.
Расположен на левом берегу реки Чапаевка в 13 км к юго-востоку от города Чапаевск и в 40 км к юго-западу от Самары. Через посёлок проходит автодорога Чапаевск — Чапаевский — Каменный Брод с мостом через реку ниже посёлка.

## История
В 1973 г. Указом Президиума ВС РСФСР посёлок центральной усадьбы совхоза «Чапаевский» переименован в Чапаевский.

## Население
| 2010 |
| ---- |
| 910  |